# Веді (річка)
Веді (вірм. Վեդի) — річка, що протікає у Вірменії, ліва притока Араксу. Знаходиться в Араратській області на південному сході однойменного міста. Має кам'янисте дно. Води використовуються для зрошення.
| Вірменія | Це незавершена стаття з географії Вірменії. Ви можете допомогти проєкту, виправивши або дописавши її. |

1. ↑  GEOnet Names Server — 2018.